# Route nationale 7 (Maroc)
Pour les articles homonymes, voir N7 et Route nationale 7.
La route nationale 7, ou N7, est une route nationale marocaine, reliant Sidi Smail à Tiguezmert (Tata), en passant par Sidi Bennour et Marrakech.
L'ancien tronçon de la route nationale 7 reliait les villes de Sidi Smail à Marrakech jusqu'au changement de la numérotation des routes nationales du 28 mai 2018.

## Tracé

### Tronçon Sidi Smail - Marrakech
Le tronçon séparant la ville de Sidi Smail à Marrakech est d'une distance totale de 184 km. Elle est aménagée en 2x1 voie de Sidi Smail à Marrakech puis en 2x2 voies alternant voie express et avenue urbaine entre Tamansourt et Marrakech 
- Sidi Smail
- Intersection avec la N1
- Cherouaa
- Sidi Bennour
- Tronc commun de 4 km avec la N11
- Intersection avec la 202 : Boulaouane / Safi
- Intersection et début de la 206 : Youssoufia / El Kelaâ des Sraghna
- Intersection et début de la N7A : Ouled Dlim / Safi
- Kettara

#### Voie Express Tamansourt - Marrakech
La voie express reliant la ville de Tamansourt et Marrakech est longue de 27 km.
- Échangeur entre N7 et A3 : Casablanca / Marrakech / Chichaoua / Essaouira / Agadir
- :Tamansourt
- :Marrakech
- : Intersection avec la N9
- : Intersection avec la N8
- : Intersection et début de la 212 : Imintanoute

### Tronçon Marrakech - Tata
La section séparant la ville Marrakech à Tata est aménagé en 2x1 voie. La N7 est prolongé de 379 km depuis la nouvelle numérotation en vigeur Le point le plus culminant de la N7 est marqué par le passage du col de Tizi n'Test
- Marrakech
- Tahannaout
- Intersection et début de la 2024 :  Moulay Brahim / Lalla Takarkoust
- Asni
- Talaat N'Yaaqoub
- Tizi n'Test
- Intersection et tronc commun de 44 km avec la N10 :
- Ouled Berhil
- Ait Aiaaza
- Intersection et tronc commun de 800 m avec la 106 :  Assaki (Taliouine) – Aferni (Tafraout)
- Igherm
- Imitek
- Tiguezmert
- Intersection avec la N17 permettant d'accéder à Tata. Fin de la N7